# Марко Верде
Марко Алонсо Верде Альварес (ісп. Marco Alonso Verde Álvarez; 11 лютого 2002) — мексиканський боксер, призер Олімпійських ігор та чемпіон Панамериканських ігор.

## Аматорська кар'єра
На чемпіонаті світу 2021 програв в другому бою Нішанту Дев (Індія).
На Панамериканському чемпіонаті 2022, здобувши три перемоги, став чемпіоном.
На Панамериканських іграх 2023 здобув чотири перемоги одностайним рішенням суддів, став чемпіоном і кваліфікувався на Олімпійські ігри 2024.
На Олімпійських іграх 2024 завоював срібну медаль.
- В 1/8 фіналу переміг Тіаго Муксанга (Мозамбік) — 3-2
- У чвертьфіналі переміг Нішанта Дев (Індія) — 4-1
- У півфіналі переміг Льюїса Річардсона (Велика Британія) — 3-2
- У фіналі програв Асадхуджі Муйдінхуджаєву (Узбекистан) — 0-5